# Stadio da Luz (1954)
Lo Stadio da Luz (in portoghese Estádio da Luz) è stato uno stadio di calcio di Lisbona, in Portogallo, costruito nel 1954, demolito nel 2003 e sostituito dall'omonimo impianto più moderno.
È stato lo stadio del Benfica e, fino al 1956, dello Sporting Lisbona. A livello internazionale ha ospitato la finale della Coppa delle Coppe 1991-1992.

## Finale Coppa delle Coppe
- Werder Brema 2-0 Monaco (6 maggio 1992)

## Finale Coppa Latina
- Stade Reims 3-0 Milan (7 giugno 1953)